# Schoolchildren’s Blizzard

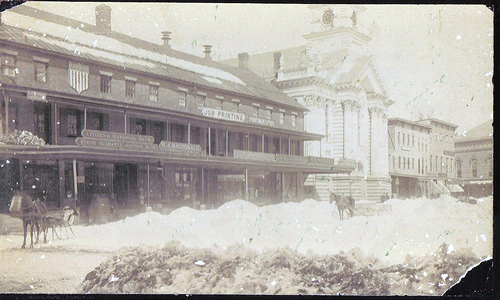
Schoolchildren’s Blizzard (1888)

Der Schoolchildren’s Blizzard (auch Schoolhouse Blizzard; deutsch etwa Schulkinder-Blizzard/Schulhaus-Blizzard) war ein Schneesturm (Blizzard), der am 12. Januar 1888 über die US-amerikanischen Bundesstaaten der nordamerikanischen Great Plains zog. Unter den mehreren hundert Todesopfern waren viele Schulkinder, die von dem Blizzard in der Schule überrascht wurden. Sie starben, nachdem sie am Beginn des Blizzards von den Lehrern nach Hause geschickt worden waren, oder erfroren, als in den einfach gebauten und schlecht wärmegedämmten Schulen das Heizmaterial ausging.
Die genaue Zahl der Opfer ist nicht bekannt, beträgt aber mindestens 200 Menschen. Viele der Opfer starben noch Wochen nach dem Blizzard an den Folgen ihrer Erfrierungen, die vielfach Amputationen von Gliedmaßen notwendig gemacht hatten. Zu den Heldinnen des Ereignisses zählte die Lehrerin Minnie Mae Freeman Penney, die mehrere Schüler rettete und der später unter anderem ein Lied gewidmet wurde.

## Wetterbedingungen
Bereits am 5. und 6. Januar war ein Schneesturm über die nördlichen und mittleren Great Plains gezogen. Er brachte nicht nur sehr niedrige Temperaturen vom 7. bis 11. Januar mit sich, sondern hinterließ auch eine dichte Pulverschneedecke. Am 11. Januar entstand südsüdöstlich von Alberta ein Bodentief, das von dort aus nach Montana und in den Nordosten von Colorado zog und dabei an Stärke zunahm. Es erreichte den Südosten von Nebraska um 15 Uhr und um 23 Uhr den Südwesten von Wisconsin. Vor dem Tiefdruckgebiet verlief eine Warmfront, so dass die Temperaturen zunächst deutlich stiegen. In Omaha, Nebraska stiegen die Temperaturen beispielsweise von −21 °C am Morgen des 11. Januar auf −2 °C am Morgen des 12. Januar. Der Blizzard wurde ausgelöst durch ein Zusammentreffen einer arktischen Kaltfront mit warmer, feuchtigkeitsgesättigter Luft aus dem Golf von Mexiko. Innerhalb weniger Stunden verursachte die Kaltfront einen Temperatursturz, bei dem die Temperatur von knapp 0 °C auf −20 °C und vereinzelt sogar −40 °C fiel. Dieser Temperatursturz ging einher mit starkem Sturm und Schneefall. Der Sturm erreichte Montana in den frühen Stunden des 12. Januar, das Dakota Territory von der Mitte des Vormittags bis in den frühen Nachmittag und Lincoln, Nebraska um 15 Uhr.

## Auswirkungen

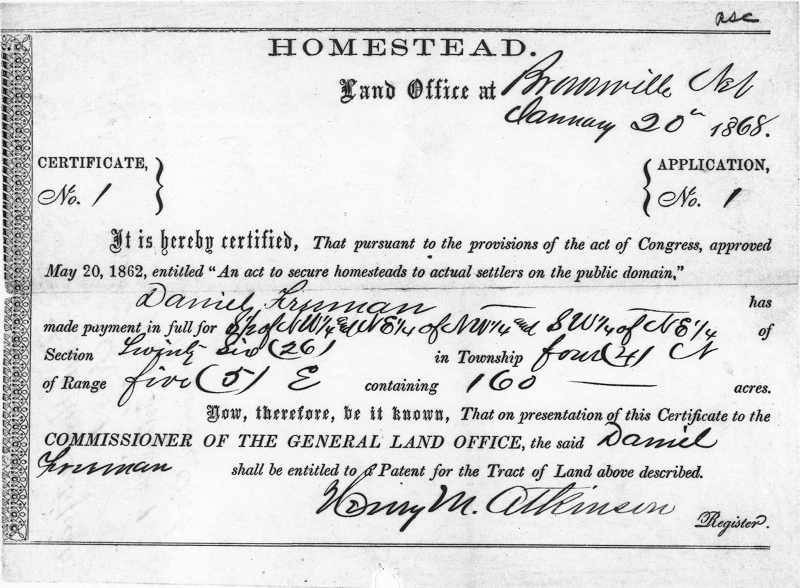
Die Homestead-Urkunde mit der Nummer 1 in Nebraska, ausgestellt auf Daniel Freeman

Homesteaders in Nebraska, 1866

### Hintergrund
Die von dem Blizzard besonders betroffenen Gebiete waren erst ab den 1860er Jahren von Weißen besiedelt worden. Niedergelassen hatten sich unter anderem Aussiedler aus Skandinavien, die vorwiegend wegen Landmangels ausgewandert waren, sowie deutschsprachige Mennoniten oder Russlanddeutsche. Letztere waren im 18. Jahrhundert auf Einladung von Katharina II. nach Russland eingewandert. Als nach 1871 allmählich der Sonderstatus dieser Russlanddeutschen aufgehoben wurde und sie ab 1874 der russischen Wehrpflicht unterlagen, wanderte ein Drittel von ihnen aus. Viele von ihnen ließen sich mit Hilfe des US-amerikanischen Homestead Acts in dem Gebiet der Great Plains nieder. Der Homestead Act ließ keine zusammenhängenden Dörfer zu, sondern ermöglichte nur die Gründung weit auseinanderliegender Farmen. Mangel an Holz führte dazu, dass die Siedler anfangs vor allem Grassodenhäuser sowie bestenfalls einfache, schlecht gedämmte Holzhäuser bauten. Holz fehlte auch als Heizmaterial. Geheizt wurde unter anderem mit Bisonknochen, Rinder-Dung und vor allem mit Heubündeln. Die Lebensbedingungen auf den Great Plains waren sehr hart. Präriefeuer, Heuschreckenschwärme und mehrere sehr strenge Winter führten dazu, dass zahlreiche der Siedlerfamilien zum Zeitpunkt des Blizzards noch an der Existenzgrenze lebten. Dies fand seinen Niederschlag auch in wenig gedämmten Gebäuden und unzureichender Kleidung.

### Verlauf des 12. Januar
Die Wetterbedingungen am Morgen des 12. Januar waren verglichen mit den Tagen zuvor ungewöhnlich mild und sonnig. Viele Eltern nahmen dies zum Anlass, ihre Kinder erstmals nach mehreren Tagen wieder zur Schule zu schicken. Viele der Kinder hatten einen kilometerlangen Schulweg, der sie über die baumlose Prärie führte, die nur wenige Orientierungspunkte bot. Viele Farmer arbeiteten im Freien, um Dinge zu erledigen, die während der letzten kalten Tage liegen geblieben waren.
Zahlreiche Siedler haben Augenzeugenberichte über den Ausbruch des Blizzards hinterlassen, die alle darstellen, wie schnell und mit welcher Wucht der Blizzard über sie hereinbrach. Ein Augenzeuge, der zu diesem Zeitpunkt mit anderen Kindern auf dem Schulhof spielte, verglich die nahenden Sturmböen mit großen Baumwollballen, die in breiter Front auf sie zurollten. Die Kinder gelangten noch rechtzeitig ins Schulhaus zurück, bevor die ersten Böen das Gebäude fast vom Fundament schoben. In einer Schule auf dem Gebiet der heutigen Rosebud Indian Reservation an der Nordgrenze Nebraskas lief eine Lehrerin noch einige Schritte aus dem Schulhaus hinaus, dann erfassten sie die Sturmböen mit solcher Macht, dass es ihr nur mit Mühe gelang, wieder ins Schulhaus zurückzukehren. Eine der genauesten Beschreibungen des hereinbrechenden Blizzards stammt von Sergeant Samuell Glenn, der in Huron, South Dakota für das damalige US-amerikanische Weather Bureau arbeitete und gerade dabei war, auf einem Flachdach die Temperatur abzulesen:
Die Luft war für etwa eine Minute völlig unbewegt und die Stimmen und Geräusche von der Straße unten wirkten, als drängen sie aus großer Tiefe herauf. Eine merkwürdige Stille lag über allem. In der nächsten Minute war der Himmel vollständig von einer schwarzen Wolke verhangen, die noch wenige Minuten zuvor am westlichen und nordwestlichen Horizont gestanden hatte. Wind kam […] wehte in südwestlicher Richtung mit solcher Gewalt, dass man sich als Beobachter in großer Gefahr befand. Die Luft war sofort mit Schnee so fein wie gesiebtes Mehl gefüllt. Der Wind drehte nach Nordosten, dann nach Nordwesten und in drei Minuten hatten die Böen eine Geschwindigkeit von vierzig Meilen pro Stunde erreicht. Fünf Minuten, nachdem der Wind gedreht hatte, waren die Umrisse von Gegenständen, die fünfzehn Fuß entfernt waren, nicht mehr sichtbar.
Viele Augenzeugen beschrieben, dass dem Sturm ein lautes Geräusch voranging, das sie an eine herannahende Dampflok erinnert habe. Heutige Wissenschaftler führen diese Lautstärke darauf zurück, dass in den Turbulenzen der ersten Böen der bereits liegende Schnee und Eis hoch gerissen und fein vermahlen wurde. Die Sichtweite war sofort drastisch reduziert, weil die Sturmböen staubfeinen Schnee mit sich führten. Die Lage später aufgefundener Opfer zeigte, dass Menschen, die im Freien überrascht wurden, sofort die Orientierung verloren. So wurde in Sioux Falls beispielsweise eine erfrorene Frau wenige Schritte von ihrer Haustür aufgefunden, die noch die Haustürschlüssel in ihrer Hand hielt. Mehrere Überlebende, die im Freien überrascht wurden, schilderten, dass sie zum nächsten Gebäude nur fanden, weil sie sich an einem im Hof stehenden Schlitten oder an einer über den Hof gespannten Wäscheleine entlanghangeln konnten. Andere berichteten davon, dass Eispartikel ihre Augenwimpern zusammenfroren und dass sich in Minutenschnelle eine Eisschicht auf ihrem Gesicht bildete.
Lehrer, die mit ihren Schülern vom Blizzard überrascht wurden, standen vor der Entscheidung, entweder die Kinder sofort nach Hause zu schicken oder zu versuchen, mit ihnen im Schulgebäude auszuharren. Der Wind kühlte die Gebäude sofort aus und trieb Pulverschnee durch Ritzen in den Wänden in die Innenräume. In zahlreichen Schulen stand nicht genügend Heizmaterial zur Verfügung, um sie ausreichend zu beheizen. Zudem waren viele der Kinder nicht so warm gekleidet, wie es nötig gewesen wäre; oft fehlte es an Handschuhen oder Mützen.

### Einzelschicksale
- Im Beadle County, South Dakota wurde der Farmer Robert Chambers gemeinsam mit seinem neunjährigen Sohn und ihrem Hund, einem Neufundländer, im Freien überrascht. Nicht in der Lage, zu ihrer Farm zurückzufinden, vergruben sie sich in einer Schneewehe, wobei der Vater seinen Sohn in Teile seiner Kleidung einwickelte. Am nächsten Morgen wurde eine Gruppe suchender Männer durch den bellenden Hund auf sie aufmerksam. Der Vater war zu dem Zeitpunkt erfroren; der Sohn überlebte.[11]
- In Plainview, Nebraska harrte die junge Lehrerin Lois Royce zunächst gemeinsam mit drei ihrer Schüler im Schulhaus aus. Um 15 Uhr verfügten sie jedoch über kein Heizmaterial mehr. Da die Unterkunft von Lois Royce nur etwa 85 Meter von der Schule entfernt lag, versuchte sie die Kinder dorthin zu führen. Da die Sicht jedoch so eingeschränkt war, verloren sie die Orientierung auf dem Weg dorthin. Sie versuchten die Nacht zu überstehen, indem sie sich zu viert unter dem Mantel der Lehrerin auf den Boden legten. Die drei Kinder, zwei neunjährige Buben und ein sechsjähriges Mädchen, überlebten die Nacht nicht. Der Lehrerin mussten auf Grund von Erfrierungen beide Füße amputiert werden.[12]
- In Holt County (Nebraska) verlor die junge Lehrerin Etta Shattuck auf dem Heimweg die Orientierung, fand dann aber Schutz in einem Heuhaufen. Unter dem gefrorenen und schneebedeckten Heu harrte sie drei Tage aus, bis sie gefunden wurde. Sie starb kurz darauf an Komplikationen ihrer Beinamputation, die auf Grund der Erfrierungen notwendig geworden war.

## Nachwirkung
Der 1939 geborene Dichter und Pulitzerpreisträger Ted Kooser hat in seinem Gedichtband „The Blizzard Voices“ an zahlreiche Einzelschicksale erinnert. Seit 1967 erinnert außerdem ein Wandmosaik im Nebraska-State-Capitol-Gebäude an die Toten dieses Wetterereignisses. Das halbabstrakte Mosaik greift die möglicherweise nicht ganz zutreffende Geschichte einer Lehrerin auf, die ihre Schüler durch den Sturm in Sicherheit führte, indem sie sie mit einer Wäscheleine zusammenband.